# Nagroda Prince of Wales in Urban Design
Nagroda Prince of Wales in Urban Design, właśc. The Veronica Rudge Green Prize in Urban Design – nagroda ufundowana w 1986 w celu upamiętnienia wizyty księcia Walii z okazji 50. rocznicy powstania the Graduate School of Design i 350. rocznicy Uniwersytetu Harvarda.
Nagroda w wysokości 50 tys. dolarów przyznawana jest architektom, którzy wnieśli znaczący wkład w rozwój przestrzeni miasta, zwiększający jakość miejskiego życia i wskazujący cenne kierunki humanistycznego kształtowania przestrzeni publicznej.

## Laureaci Nagrody Prince of Wales in Urban Design
2007
- Weiss/Manfredi Architects – za park rzeźby olimpijskiej Muzeum Sztuki w Seattle, USA

2005
- Aleppo – za rehabilitację i modernizację starego centrum miasta z utrzymaniem jego integralności oraz historycznej autentyczności, Aleppo, Syria

2002
- Adriaan Geuze z jego biurem West 8 Urban Design and Landscape Architecture – za plan rozwoju Borneo Sporenburg w Amsterdamie, Holandia

2000
- Jorge Mario Jáuregui Architects – za serię projektów realizujących program "Favela-Bairro"

1998
- Norman Foster z jego londyńskim biurem Foster and Partners – za dwa projekty łączące elegancję i dostępność przestrzeni miejskiej – system metra w Bilbao, Hiszpania i rozbudowa Carré d’Art w Nîmes, Francja

1996
- miasto Meksyk – za renowację architektoniczną historycznego centrum i ekologiczną renowację dystryktu Xochimilco

1993
- Fumihiko Maki – za Hillside Terrace Complex w Tokio, Japonia, 1967-92
- Luigi Snozzi – za budynki publiczne i plan zagospodarowania Monte Carasso, Szwajcaria, 1978-92

1990
- Barcelona – za miejskie przestrzenie publiczne miasta Barcelony, 1981-87

1988
- Ralph Erskine – za rozbudowę kwartału Byker w Newcastle upon Tyne, 1969-82
- Álvaro Siza Vieira – za projekt kwartału Malagueira w Évora, Portugalia, 1977-88